# Протоколы прикладного уровня
Протокол прикладного уровня (англ. Application layer) — сетевой протокол верхнего уровня (7-го в сетевой модели OSI и 4-го в стеке протоколов TCP/IP), обеспечивает взаимодействие сети и пользователя. Уровень разрешает приложениям пользователя иметь доступ к сетевым службам, таким как обработчик запросов к базам данных, доступ к файлам, пересылке электронной почты. Также отвечает за передачу служебной информации, предоставляет приложениям информацию об ошибках и формирует запросы к уровню представления. 
Что делает:
- позволяет приложениям использовать сетевые службы:
- удалённый доступ к файлам и базам данных,
- пересылка электронной почты;
- отвечает за передачу служебной информации;
- предоставляет приложениям информацию об ошибках;
- формирует запросы к уровню представления.

Протоколы прикладного уровня: HTTP, POP3, SMTP, DNS, FTP и другие.